# Železniční muzeum Rokytnice v Orlických horách
Muzeum železnice v Rokytnici v Orlických horách je expozice věnovaná lokální trati 023 Doudleby nad Orlicí – Vamberk – Rokytnice v Orlických horách, které provozuje Letohradský železniční klub. Muzeum je umístěno v bývalé výtopně parních lokomotiv z roku 1906 u nádraží v Rokytnici v Orlických horách v okrese Rychnov nad Kněžnou. Budova bývalé výtopny je vyhlášena kulturní památkou ČR.